# Heteromysoides sahulensis
Heteromysoides sahulensis är en kräftdjursart som beskrevs av Murano 1998. Heteromysoides sahulensis ingår i släktet Heteromysoides och familjen Mysidae. Inga underarter finns listade i Catalogue of Life.